# هاگ ام هوسروک
هاگ ام هوسروک (به آلمانی: Haag am Hausruck) یک منطقهٔ مسکونی در اتریش است که در ناحیه گرایسکیرچن واقع شده‌است. هاگ ام هوسروک ۱۷٫۰۱ کیلومتر مربع مساحت دارد ۵۰۵ متر بالاتر از سطح دریا واقع شده‌است.